# Ulrike Schmidt
Ulrike Schmidt (Remscheid, 30 maart 1969; tegenwoordig Ulrike Koppers) is een Duitse voormalige volleybal- en beachvolleybalspeler. In de zaal won ze drie keer het landskampioenschap en speelde ze 75 interlands voor de nationale ploeg. Op het strand werd ze drie keer Duits kampioen, won ze een bronzen medaille bij de Europese kampioenschappen en nam ze een keer deel aan de Olympische Spelen.

## Carrière

### Zaal
Schmidt begon haar carrière in de zaal bij TG RE Schwelm waar ze van 1983 tot en 1987 speelde. Vervolgens kwam ze uit voor TV Hörde (1987-1990), USC Münster (1990-1992, 1993-1998), TSG Tübingen (1992-1993) en Bayer 04 Leverkusen (1998-2000). Met Münster won ze drie landskampioenschappen, drie Duitse bekers en drie CEV Cups. In 1998 werd ze verkozen tot Duits volleyballer van het jaar. Schmidt speelde 75 interlands voor de nationale ploeg. Ze maakte deel uit van de ploeg die in 1990 meedeed aan het wereldkampioenschap in China en die in 1993 vijfde werd bij het Europees kampioenschap in Tsjechië.

### Strand
In 1994 begon Schmidt met beachvolleybal. Ze won dat jaar met Maike Friedrichsen zilver bij de Duitse kampioenschappen in Timmendorfer Strand achter Judith Kern en Brigitte Lohse. Het jaar daarop wonnen Schmidt en Friedrichsen brons. Van 1996 tot en met 2000 vormde Schmidt een team met Gudula Staub. Het eerste jaar werden ze voor het eerst Duits kampioen door Friedrichsen en Silke Meyer in de finale te verslaan. Het seizoen daarop debuteerden ze in de FIVB World Tour. Ze speelden op twee Open-toernooien en behaalden een negende plaats in Espinho. In Los Angeles namen ze deel aan de eerste wereldkampioenschappen, waar ze in de eerste ronde verloren van het Amerikaanse tweetal Karolyn Kirby en Nancy Reno. In eigen land werden Schmidt en Staub vice-kampioen achter Friedrichsen en Danja Müsch. In 1998 deed het duo mee aan vijf internationale toernooien met een vijfde plaats in Espinho en een zevende plaats in Dalian als resultaat. In Timmendorfer Strand werden ze voor de tweede keer Duits kampioen door Ines Pianka en Jana Vollmer in de finale te verslaan. Het jaar daarop kwamen ze bij vijf reguliere toernooien in de World Tour tot een zevende plaats in Salvador. Bij de WK in Marseille eindigden ze op een gedeelde vijfde plaats. In de laatste wedstrijd van de herkansingsronde werden ze uitgeschakeld door de latere wereldkampioenen Adriana Behar en Shelda Bede. Bij de Europese kampioenschappen in Palma eindigden Schmidt en Staub als vierde en bij de NK in Timmendorfer Strand als tweede achter Friedrichsen en Müsch.
In 2000 namen ze op mondiaal niveau deel aan tien toernooien met een vierde plaats in Berlijn als beste resultaat. Bij de Olympische Spelen in Sydney bereikten ze de achtste finale, waar ze werden uitgeschakeld door de Italianen Laura Bruschini en Annamaria Solazzi. In eigen land wonnen Schmidt en Staub voor de derde keer de nationale titel, ditmaal ten koste van Andrea Ahmann en Silke Meyer. Na afloop van het seizoen beëindigde Staub haar carrière. In 2001 won Schmidt met Ahmann de bronzen medaille bij de EK in Jesolo ten koste van Rebekka Kadijk en Marrit Leenstra uit Nederland. Bij de WK in Klagenfurt strandde het duo na twee nederlagen in de groepsfase. In 2002 speelde ze achtereenvolgens met Ina Mäser en Sara Goller en deed ze mee aan vier toernooien in de World Tour. In 2004 nam ze met Antje Röder deel aan de EK in eigen land en de Grand Slam van Berlijn. Bij de Duitse kampioenschappen eindigden ze als vijfde. Na afloop van het toernooi beëindigde Schmidt haar sportieve loopbaan.

## Palmares
Zaal
- 1991:  Duitse beker
- 1992:  Duits kampioenschap
- 1992:  CEV Cup
- 1994:  CEV Cup
- 1996:  Duits kampioenschap
- 1996:  Duitse beker
- 1996:  CEV Cup
- 1997:  Duits kampioenschap
- 1997:  Duitse beker

Strand
- 1994:  NK
- 1995:  NK
- 1996:  NK
- 1997:  NK
- 1998:  NK
- 1999: 5e WK
- 1999:  NK
- 2000:  NK
- 2000: 9e OS
- 2001:  EK